# Choum (Reisschnaps)
Choum ist ein Schnaps in China und Südostasien, der aus fermentiertem Reis destilliert wird. Choum wird oft mit Blumen oder Fruchtextrakten aromatisiert. Choum bzw. Ruou (rượu) wird in Vietnam auch choum-choum genannt.  Ähnlich wie Samau in Malaysia, Sake in Japan, Chao Xing in China (chinesischer Gelb- oder Reiswein), wird manchmal Bruchreis verwendet, um einen Teil des Malzes beim Brauen zu ersetzen. In Vietnam wird die Spirituose aus Klebreis (nep) hergestellt und in Gefäßen in der Sonne fermentiert. Choum-choum soll angeblich medizinisch wirksam sein und seinen Ursprung in China haben. Die Vietnamesen behaupten, dass er auf 2000 Jahre vor unserer Zeit zurückgeht. Es wird vermutet, dass er zur Behandlung von Gallenleiden benutzt wurde als Indochina noch unter westlicher Herrschaft stand. Choum enthält einen hohen Anteil an aromatischen und verdauungsfördernden Pflanzen.
Um 1900 wurde in den großen Reisschälmühlen die Hülsen, die beim Schälen des Reises anfielen, direkt als Brennmaterial benutzt. Der Reis wurde u. a. zur Herstellung eines etwa 20–50 % Alkohol enthaltenden Destillationsproduktes verwendet, das sich in Indochina unter dem Namen choum - choum großer Beliebtheit erfreute. Es war ein unreines Getränk, das auf ganz primitive Weise durch Gärung und Destillation aus dem nêp gewonnen wurde.